# Boldklubben 1909
Boldklubben 1909 (eller B1909) er en dansk fodboldklub fra den odenseanske bydel, Vollsmose. Klubben blev stiftet den 14. september 1909 af fynske typografer og har traditionelt været arbejderklassens klub i Odense, i historisk lokalrivalisering med de mere velhavende klubber, OB og B 1913. Klubben har i alt spillet 38 sæsoner i Danmarksturneringens bedste række og har vundet to danske mesterskaber og to Landspokalturneringer.
Klubben spiller for tiden (2022) i den 5. bedste række i Danmark, Danmarksserien, og afvikler sine hjemmekampe på Gillested Park ved klubbens anlæg.
B1909s eliteafdeling blev den 1. juli 2006 slået sammen med to andre fynske hold, Dalum I.F. og B 1913, under overbygningen FC Fyn. FC Fyn Klubben meddelte den 31. januar 2013 at den indstillede alle aktiviteter med øjeblikkelig virkning. Klubben blev derefter af Dansk Boldspil-Union dømt som tabere af alle deres kampe i 1. division med 3-0.

Blandt de mest kendte spillere gennem tiderne i B1909 kan nævnes en række, der alle har optrådt på det danske landshold: Ole Bjørnmose, Mogens Berg, Mogens Haastrup, John Danielsen, Svend Aage Rask og Viggo Jensen.
B1909s officielle fanklub hedder B1909 Support og er fra 1996.

## Titler
- Danmarksmesterskabet i fodbold
  - Danske mestre (to gange): 1959, 1964.
  - Bronze (én gang): 1952.

- Landspokalturneringen
  - Vinder (to gange): 1962, 1971.
- Divisionsturneringen
  - Vinder (én gang): 1973

Kilde: http://www.haslund.info/danmark/dtk/b1909.asp Arkiveret 8. marts 2012 hos  Wayback Machine

## B 1909 i Europa
- Q = kvalifikation
- 1R = 1. runde / 2R = 2. runde
- 1/8 = ottendedelsfinale / 1/4 = kvartfinale

| Sæson   | Turnering                     | Runde | Land         | Klub               | Resultat |
| ------- | ----------------------------- | ----- | ------------ | ------------------ | -------- |
| 1959/60 | UEFA Mesterholds Turnering    | 1/8   | Østrig       | Wiener Sport-Club  | 2-2, 0-3 |
| 1962/63 | UEFA Pokalvindernes Turnering | Q     | Luxembourg   | Alliance Dudelange | 1-1, 8-1 |
|         |                               | 1/8   | Østrig       | Grazer AK          | 1-1, 5-3 |
|         |                               | 1/4   | Vesttyskland | 1. FC Nürnberg     | 0-1, 0-6 |
| 1964/65 | UEFA Mesterholds Turnering    | Q     | Spanien      | Real Madrid        | 2-5, 0-4 |
| 1965/66 | UEFA Mesterholds Turnering    | Q     | Rumænien     | Dinamo Bukarest    | 0-4, 2-3 |
| 1966/67 | Messeby-turneringen           | 2R    | Italien      | SSC Napoli         | 1-4, 1-2 |
| 1968/69 | Messeby-turneringen           | 1R    | Vesttyskland | Hannover 96        | 2-3, 0-1 |
| 1971/72 | UEFA Pokalvindernes Turnering | Q     | Østrig       | FK Austria Wien    | 4-2, 0-2 |

## Landsholdsspillere
- Mogens Berg
- John Danielsen
- Bruno Eliasen
- Bent Hansen
- Leif Hartwig
- Mogens Haastrup
- Viggo Jensen
- Jack Johnson
- Palle Kähler
- Erling Linde Larsen
- Erling Nielsen
- Jørgen Nielsen
- Bent Outzen
- Leif Petersen
- Svend Aage Rask

## Fodnoter
1. ↑  "B1909s historie fra B1909.dk". Arkiveret fra originalen 4. marts 2016. Hentet 1. juni 2012.
2. ↑  "Haslund.info – fodboldstatistik". Arkiveret fra originalen 8. marts 2012. Hentet 1. juni 2012.
3. ↑  FC FYN indstiller aktiviteterne Arkiveret 3. februar 2013 hos  Wayback Machine FC Fyn, 31. januar 2013
4. ↑  FC Fyn konkurs Arkiveret 2. februar 2013 hos  Wayback Machine Børsen, 31. januar 2013
5. ↑  Konsekvenser ved FC Fyn-konkurs Arkiveret 23. september 2015 hos  Wayback Machine Dansk Boldspil-Union, 1. februar 2013